# Las Ciénegas
Las Ciénegas är en ort i Mexiko.   Den ligger i kommunen Yahualica de González Gallo och delstaten Jalisco, i den centrala delen av landet, 400 km väster om huvudstaden Mexico City. Las Ciénegas ligger 1 775 meter över havet och antalet invånare är 165.
Terrängen runt Las Ciénegas är kuperad åt sydväst, men åt nordost är den platt. Runt Las Ciénegas är det ganska glesbefolkat, med 47 invånare per kvadratkilometer. Närmaste större samhälle är Yahualica de González Gallo, 13,0 km norr om Las Ciénegas. I omgivningarna runt Las Ciénegas växer huvudsakligen savannskog.